# Ruthenen (Habsburgermonarchie)
Ruthenen war vom 18. Jahrhundert bis Anfang des 20. Jahrhunderts in der Habsburgermonarchie die gebräuchliche Bezeichnung für die Ostslawen des Reiches, die Ukrainer und – deren Untergruppen oder eng verwandte Völker – Russinen und ihre Teilgruppen Lemken, Bojken, Huzulen.

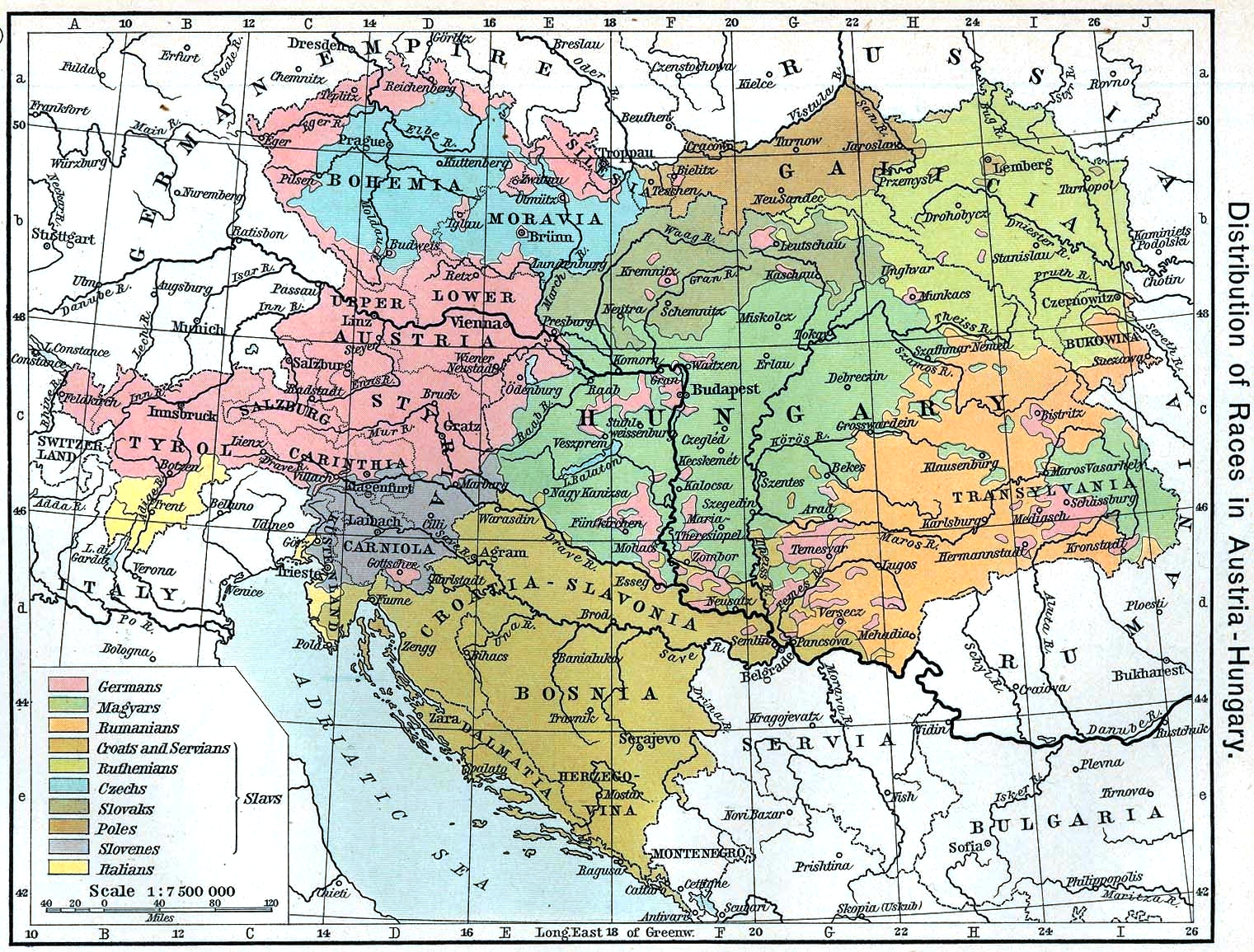
Sprachenkarte Österreich-Ungarns („Ruthenen“ hellgrün)

Die Bezeichnung stammt von „Rutheni“, der latinisierten Form von „Rus“, „Rusyn“, „Ruscia“, „Russia“ oder „Ruzzia“, den alten Eigenbezeichnungen der Ostslawen. Zwischen Ukrainern und den anderen ostslawischen (Unter-)Ethnien wurde dabei nicht unterschieden.
Ruthenen siedelten im Ostteil Galiziens, im Nordteil der Bukowina und in der ungarischen Karpatenukraine.
Gleichzeitig waren die Begriffe „Ukrainer“ und „Kleinrussen“ in Verwendung. Wer sich als „Ukrainer“ bezeichnete, machte damit deutlich, dass er sich einem eigenen, von Russen und Polen verschiedenen Volk zugehörig fühlte. Die Bezeichnung „Ruthene“ ließ hingegen politische Schlussfolgerungen offen.
Erst im Lauf des Ersten Weltkrieges machten sich einige Bestrebungen in der Verwaltung breit, die Bezeichnung Ruthenen und ruthenisch durch Ukrainer und ukrainisch zu ersetzen.
In Polen wurde erst im Jahr 1928 die Nomenklatur offiziell von „ruthenisch“ auf „ukrainisch“ geändert. Dies beeinflusste auch die russinischen Gruppen, selbst noch die Lemken, die sich nach dem Ersten Weltkrieg, besonders im westlichen Lemkenland nur sehr selten als Ukrainer bezeichneten.